# Antoine Gissinger
Antoine Gissinger, né le 4 juin 1914 à Waldighofen (aujourd'hui dans le Haut-Rhin, à l'époque en Alsace-Lorraine, Empire allemand) et mort le 27 août 2005 à Pfastatt (Haut-Rhin), est une personnalité politique française.

## Biographie
Antoine Gissinger est né le 4 juin 1914 à Waldighofen dans une famille ouvrière, d'origine modeste, dont il a été très fier durant toute sa vie et qui l'a conduit à être un ardent défenseur de l'apprentissage et de la formation professionnelle.
C'est le directeur de l'école de Waldighoffen qui lui permet de continuer ses études et de rentrer à l'école préparatoire à l'école normale d'instituteurs.
Au début de la Seconde Guerre mondiale il est mobilisé sur les bords du Rhin à Kembs et fait prisonnier lors de la débâcle de l'armée française. Il est fait prisonnier à Rouge-Gazon. Après l'armistice de 1940 il a été envoyé dans un camp d'officier à Lübeck d'où il est revenu pour être envoyé dans un village au bord du lac de Constance pour y enseigner. Déserteur, il rejoint l'Alsace et se fait cacher par un viticulteur de Berrwiller avant de rejoindre la 1re armée française dans la brigade Alsace-Lorraine d'André Malraux[réf. nécessaire].
Après la guerre il entreprend une formation pour devenir chef d'établissement scolaire. Il prend ensuite la direction du centre d'apprentissage des mines de potasse à Pulversheim, poste qu'il occupe jusqu'en 1968[réf. nécessaire], date de son élection à la députation.
Au niveau politique, il entre au conseil municipal de Wittenheim en 1959. En 1968, il est élu député du Haut-Rhin. Il devient premier adjoint de la mairie de Wittenheim de 1971 à 1977, avant d'être maire de cette commune de 1983 à 1987. Il conserve son mandat de député de 1968 à 1986. Il décide de ne pas se représenter en 1986 et de laisser place à son dauphin Jean Ueberschlag, député du Haut-Rhin de 1986 à 2012 et maire de la ville de Saint-Louis 1989 à 2011. Il a été secrétaire de l'Assemblée nationale pendant un mandat, et vice-président de la commission sociale. Antoine Gissinger a aussi siégé au conseil régional d'Alsace de 1970 à 1988.
Il était commandeur de la légion d'honneur et commandeur des palmes académiques. Le journal l'Express lui a également décerné le titre de meilleur député de France, en raison de son assiduité aux séances et aux questions écrites. C'était un grand admirateur du président de la République Jacques Chirac, qui l'a d'ailleurs appelé pour son 90e anniversaire[réf. souhaitée].
Il est mort le 27 août 2005 à l'âge de 91 ans d'un arrêt cardiaque à l'hôpital de Pfastatt.

## Synthèse des fonctions et des mandats
Mandats locaux
- 1959 - 1971 : Conseiller municipal de Wittenheim
- 1971 - 1977 : 1er adjoint au maire de Wittenheim
- 1977 - 1983 : 1er adjoint au maire de Wittenheim
- 1983 - 1987 : Maire de Wittenheim
- 1982 - 1988 : Conseiller général du Canton de Wittenheim
- 1970 - 1988 : Conseiller régional d'Alsace

Mandats parlementaires
- 23 juin 1968 - 1er avril 1973 : Député de la 4e circonscription du Haut-Rhin
- 11 mars 1973 - 2 avril 1978 : Député de la 4e circonscription du Haut-Rhin
- 19 mars 1978 - 22 mai 1981 : Député de la 4e circonscription du Haut-Rhin
- 21 juin 1981 - 1er avril 1986 : Député de la 4e circonscription du Haut-Rhin

## Décorations
- Commandeur de la Légion d'honneur
- Commandeur des Palmes académiques